# Баријера
Баријера је препрека која онемогућава кретање или акцију. У друштвеним наукама се под баријерама подразумевају нематеријалне, препреке у комуникацији или баријере у развоју појединца или група. Када су баријере друштвено узроковане користи се термин „социјалне баријере”, које су најчешће комбиноване и спречавају или успоравају развој мањинских или угрожених група и појединаца.